# Феодальное общество (книга)
«Феодальное общество» (фр. La Société féodale) — историческая монография французского исследователя-анналиста Марка Блока, впервые опубликованная в 1939—1940 годах. Считается главным трудом этого автора. В «Феодальном обществе» Блок изучает политические и юридические институты европейского Средневековья, сочетая это с анализом ментальных феноменов (особенностей восприятия в Средние века истории, времени, эпоса и др.).

## Восприятие и значение
Жак Ле Гофф в предисловии к «Королям-чудотворцам» Блока охарактеризовал «Феодальное общество» как «объёмистый и оригинальный труд, в котором предложена глобальная концепция общества… и полностью пересмотрена история социальных установлений».

## Перевод
- Блок М. Феодальное общество / Пер. с фр. М. Ю. Кожевниковой, Е. М. Лысенко. — М.: Изд-во им. Сабашниковых, 2003. — 502 с. — 4000 экз. — ISBN 5-8242-0086-6.